# Mięsień skośny górny

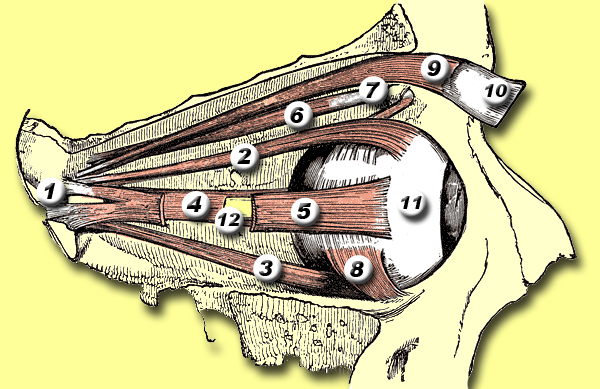
Mięśnie otaczające gałkę oczną. 6 – mięsień skośny górny, 7 – jego bloczek.

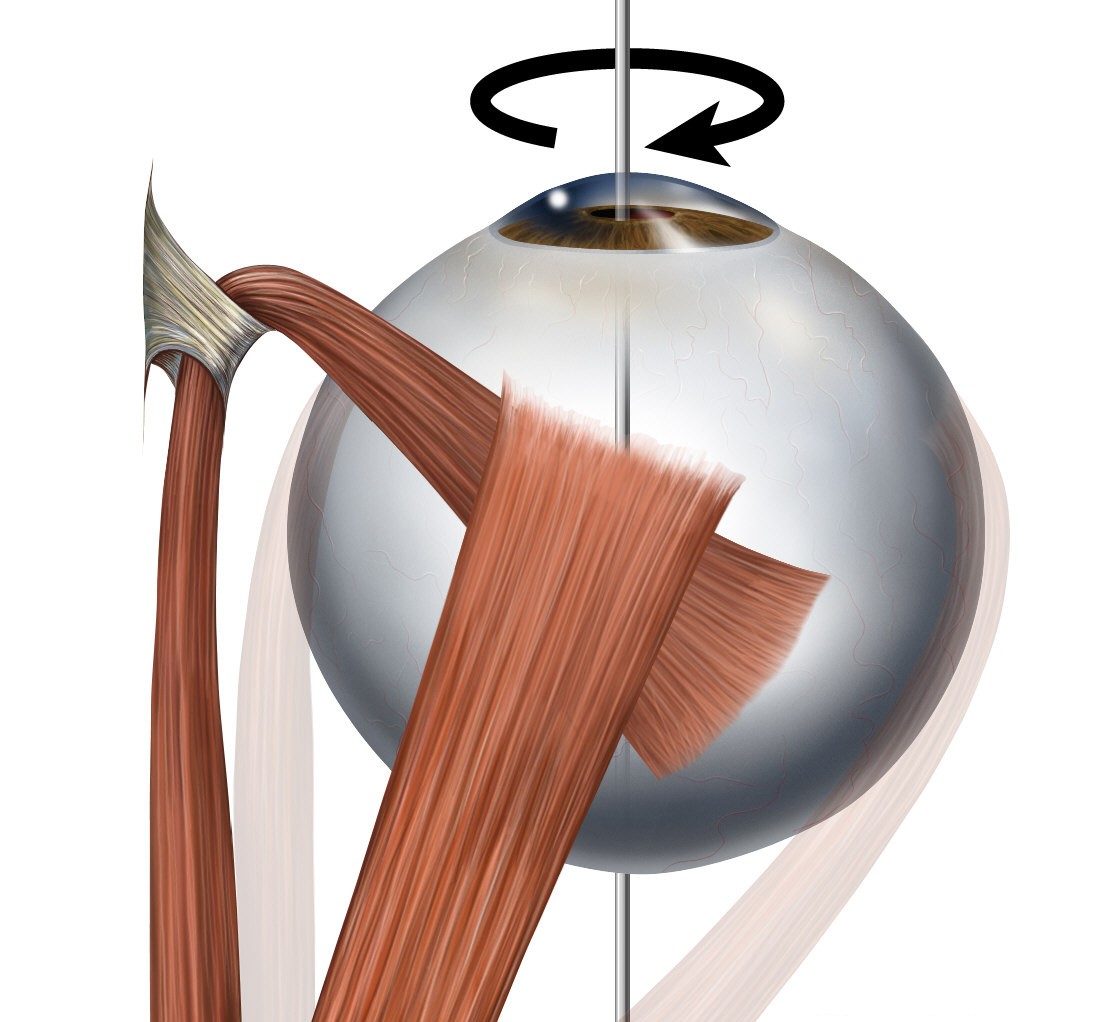
Skręt gałki ocznej do wewnątrz przez mięsień skośny górny. Widok z góry. Uwidoczniono przebieg mięśnia.

Mięsień skośny górny (łac. musculus obliquus superior) – w anatomii człowieka jeden z mięśni zewnętrznych gałki ocznej, najdłuższy z nich. Mięsień ma swój przyczep na pierścieniu ścięgnistym wspólnym lub powyżej niego i biegnie ku przodowi wzdłuż górnej i przyśrodkowej ściany oczodołu. Następnie już jako ścięgno przechodzi przez chrzęstny bloczek usytuowany na kości czołowej. Od tego miejsca ścięgno kieruje się ku dołowi, tyłowi i do boku, tworząc kąt 51° z osią widzenia oka znajdującego się w pozycji pierwotnej (tzn. patrzącego na wprost). Następnie ścięgno przenika pochewkę gałki ocznej przyśrodkowo i do tyłu od przyśrodkowej części przyczepu mięśnia prostego górnego i przechodząc pod mięśniem prostym górnym. Przyczepia się skośnie do twardówki za równikiem w tylnym górnym kwadrancie gałki ocznej. Mięsień otoczony jest pochewką.
Mięsień ten jest unaczyniony przez gałęzie mięśniowe tętnicy ocznej, a unerwiony przez nerw bloczkowy (IV).
Skręca gałkę oczną do wewnątrz, obniża ją i odwodzi. 